# Resolución 1091 del Consejo de Seguridad de las Naciones Unidas
La resolución 1091 del Consejo de Seguridad de las Naciones Unidas, adoptada el 13 de diciembre de 1996 en una sesión privada, el Consejo reconocía las contribuciones del Secretario General saliente Butros Butros-Ghali, cuyo período terminaría el 31 de diciembre de 1996.
El Consejo de Seguridad reconocía el papel que Butros Butros-Ghali había desempeñado en conducir la organización cumplimiento de las funciones que le encomienda la Carta de las Naciones Unidas. También reconocía sus constantes esfuerzos por encontrar soluciones justas y duraderas a diversas controversias y conflictos en todo el mundo y encomiaba las reformas que ha iniciado y las muchas propuestas que ha formulado sobre la reestructuración y el fortalecimiento del papel y el funcionamiento del sistema de las Naciones Unidas.
La resolución reconoce la contribución de Butros-Ghali Boutros-Ghali a la paz, la seguridad y el desarrollo internacionales, los esfuerzos realizados para resolver problemas internacionales y su empeño en atender a las necesidades humanitarias, así como fomentar y estimular el respeto de los derechos humanos y las libertades fundamentales de todos. Concluyó exprensando apreciación por su dedicación a los propósitos y principios consagrados en la Carta de las Naciones Unidas y al fomento de relaciones de amistad entre las naciones.
Fue la segunda vez que una resolución del Consejo de Seguridad fue adoptada por aclamación.